# Hockey Cirque
Der Hockey Cirque ist ein 800 m breiter, glazialer Bergkessel in der antarktischen Ross Dependency. In der Miller Range liegt er an der Ostwand des Ascent-Gletschers.
Eine geologische Mannschaft der Ohio State University, die in diesem Gebiet von 1967 bis 1968 tätig war, benannte den Bergkessel so, weil sie hier ein Eishockeyspiel ausgetragen hatte.